# Lophuromys woosnami
Lophuromys woosnami är en däggdjursart som beskrevs av Thomas 1906. Lophuromys woosnami ingår i släktet borstpälsade möss, och familjen råttdjur. IUCN kategoriserar arten globalt som livskraftig. Inga underarter finns listade i Catalogue of Life.

## Utseende
Arten har i motsats till de flesta andra släktmedlemmar en mjuk päls. Den brun till rödbruna pälsen på ovansidan har en olivgrå skugga. Denna skugga saknas på undersidan. Huvudet kännetecknas av långa och nakna öron. På händer och fötter förekommer vita hår. Svansen är lite längre än huvud och bål tillsammans och den är bara täckt av några korta borstar. På ovansidan har svansen en mörk färg och den är blek köttfärgad på undersidan. Honor har två par spenar.

## Utbredning
Denna gnagare förekommer i bergsregioner av Kongo-Kinshasa, Uganda, Burundi och Rwanda. Utbredningsområdet ligger 1600 till 3880 meter över havet. Habitatet utgörs av bergsskogar och av klippiga områden med växter av korsörtssläktet (Senecio) och lobelior (Lobelia).

## Ekologi
Lophuromys woosnami är främst nattaktiv. Den går på marken och har bra förmåga att klättra i växtligheten. Födan utgörs av ryggradslösa djur samt av frön och rotfrukter. Gröna växtdelar undvikas. I fångenskap åt arten även frukter och nötter. I laboratorium är denna art inte heller lika aggressiv som andra släktmedlemmar. Exemplar som föddes i fångenskap visade inga aggressioner alls mot artfränder. Några honor agerade liksom en barnmorska när en annan hona fick ungar. Lophuromys woosnami liknar i detta avseende mer en taggmus (Acomys) än andra borstpälsade möss.